# Scelolophia
Leptostales là một chi bướm đêm thuộc họ Geometridae.